# Gauguin (krater)
Gauguin är en nedslagskrater på planeten Merkurius. Gauguin är ungefär 70 kilometer i diameter.
1979 namngavs den efter den franske målaren Paul Gauguin.